# Emmanuel-Theódose de la Tour d'Auvergne de Bouillon
Emmanuel-Theódose de la Tour kardinal d'Auvergne de Bouillon, francoski rimskokatoliški duhovnik, škof in kardinal, * 24. avgust 1643, Turenne, † 2. marec 1715.

## Življenjepis
5. avgusta 1669 je bil povzdignjen v kardinala.
19. maja 1670 je bil imenovan za kardinal-duhovnika S. Lorenzo in Panisperna in 19. oktobra 1676 za S. Pietro in Vincoli.
19. oktobra 1689 je bil imenovan za kardinal-škofa Albana in 20. novembra istega leta je prejel škofovsko posvečenje.
21. julija 1698 je bil imenovan še za kardinal-škofa Porta e Santa Rufine in 15. decembra 1700 za škofijo Ostia.